# 카스텔라라노

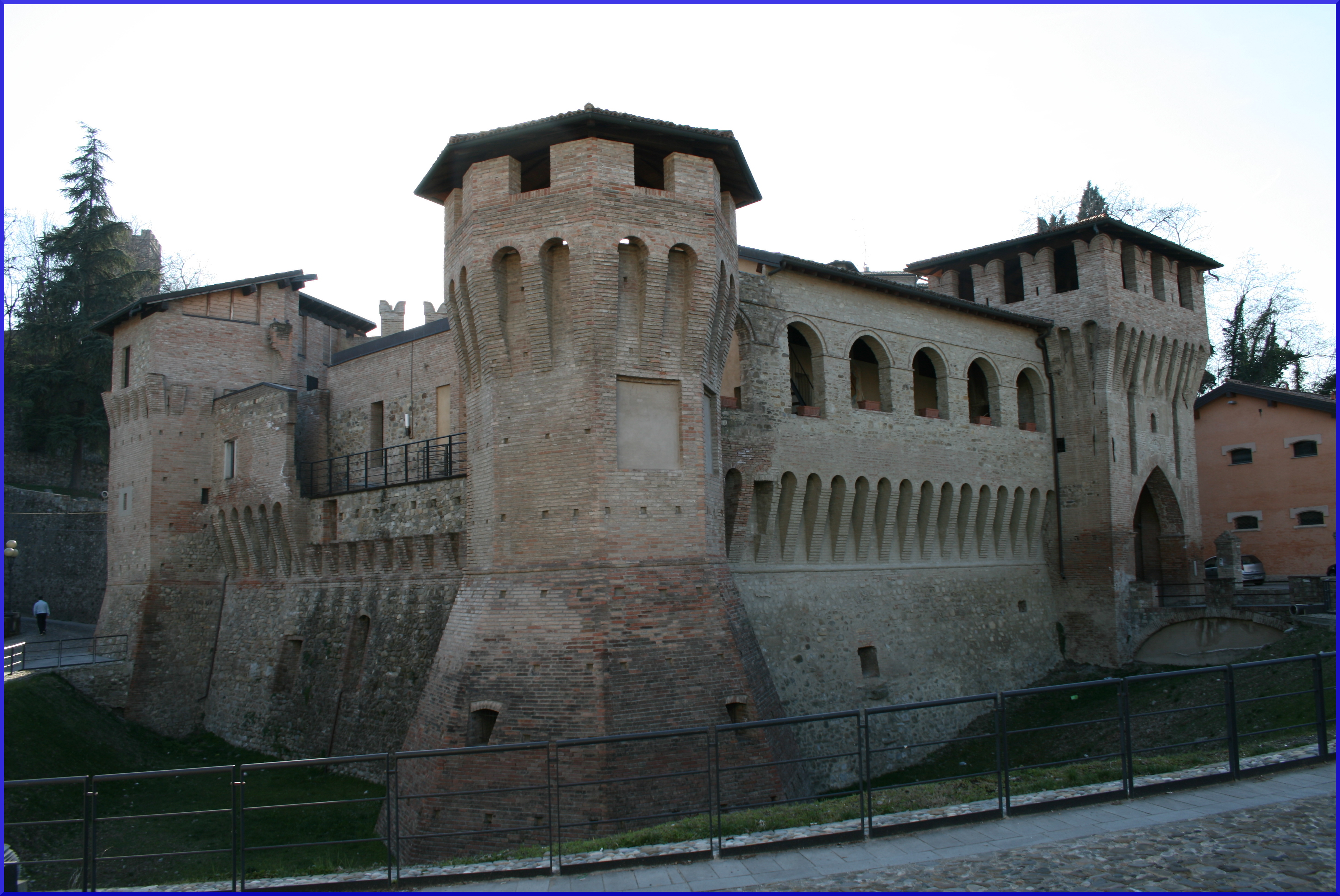
카스텔라라노

카스텔라라노(이탈리아어: Castellarano)는 이탈리아 에밀리아로마냐주 레조넬에밀리아도에 위치한 코무네로 면적은 57.5km2, 높이는 149m, 인구는 15,271명(2016년 12월 31일 기준), 인구 밀도는 270명/km2이다. 볼로냐에서 서쪽으로 약 45km, 레조넬에밀리아에서 남동쪽으로 약 20km 정도 떨어진 곳에 위치한다.